# Dalianus galae
Dalianus galae  (лат.) — вид коллембол из семейства Katiannidae и надсемейства Katiannoidea (Symphypleona). Эндемики Греции. Мелкие коллемболы (менее 1,5 мм). 4-й сегмент антенн с вторичными члениками, имеющими разную длину. Хеты на третьем членике усиков нормальной длины, тонкие; папиллы отсутствуют.